# Kpă KLơng
Kpă KLơng hay K'pa K'lơn  (1948-1975) là một Anh hùng lực lượng vũ trang nhân dân của Quân Giải phóng miền Nam Việt Nam, người dân tộc Gia Rai ở tỉnh Kon Tum, Việt Nam. Ông đã tham gia Chiến tranh Việt Nam với tư cách là một đội viên du kích từ khi mới 15 tuổi, và sau đó là một chiến sĩ trinh sát của bộ đội huyện Chư Prông từ năm 1965, đảng viên Đảng Cộng sản Việt Nam. Ông nổi tiếng với biệt tài bắn "xuyên táo", có thể nổ súng bắn ngã nhiều kẻ địch với ít viên đạn.

## Tiểu sử
Kpă Klơng sinh ngày 19 tháng 8 năm 1948, là người dân tộc Gia Rai, quê ở xã Ia Pia, huyện Chư Prông, tỉnh Gia Lai.Mất ngày 28 tháng 8 năm 1975

## Hoạt động cách mạng
Theo những người ở quê ông kể lại, cha của Klơng bị chính quyền Việt Nam Cộng hòa giết trong 1 cuộc nổi dậy của dân làng. Klơng quyết chí trả thù. Khi 13 tuổi, ông xin tham gia đội du kích của Mặt trận Dân tộc Giải phóng miền Nam nhưng bị từ chối vì tuổi còn nhỏ. Klơng tự làm lấy nỏ, vót tên, phục kích bắn bị thương 1 lính đối phương nhưng người này không chết vì tên không tẩm thuốc độc.
Klơng xin người già mũi tên có thuốc độc và dùng cung tên phục kích bắn hạ liên tiếp ba lính. Với chiến công này, đủ để thuyết phục các chỉ huy dân quân địa phương cho anh gia nhập. Xã đội trưởng Kpuih Blang cấp cho Klơng 1 khẩu súng trường Mosin (Việt Nam gọi là K-44) và ba viên đạn với điều kiện: "Phải hạ ba tên giặc". Klơng đã bắn như sau: anh bí mật bám sát, đợi lính địch xếp thành một hàng thẳng thì sẽ bắn xuyên táo. Phát thứ nhất, phát đạn xuyên 3 lính, 2 người chết tại chỗ. Phát thứ hai cũng "xuyên táo" cùng lúc 3 lính. Klơng rút về làng và nộp lại viên đạn thứ 3. Với năng lực này, Klơng chính thức được vũ trang, trở thành đội trưởng đội du kích huyện.
Klơng có lối đánh bắn tỉa độc đáo: ẩn nấp đợi thời cơ, chờ khi đối phương đi thành hàng (do đường rừng nhỏ hẹp) hoặc xếp hàng chào cờ thì bất ngờ nổ súng tiêu diệt ở cự li gần rồi rút lui trước khi bị bắn trả. Ở cự ly gần và khi đối phương đi thành hàng, chỉ 1 phát đạn súng trường K-44 có thể "xuyên táo" cả 3-5 lính. Đến một trận khác, Klơng bắn 3 viên hạ 7, và 7 viên hạ 19. Lối bắn tỉa đặc biệt được du kích áp dụng nhanh chóng và gây một số tổn thất cho Mỹ và QLVNCH.
Tới năm 15 tuổi, Klơng cùng đội du kích địa phương đánh 30 trận. Đơn vị địa phương đã giật 12 quả mìn, lật nhào 8 xe cơ giới, hạ và bắt 88 lính, trong đó có 4 lính Mỹ.
Khi đã đủ 17 tuổi, Klơng viết đơn xin gia nhập Quân Giải phóng miền nam. Anh được cấp trên điều làm trinh sát của huyện đội 5, bộ đội địa phương tỉnh Gia Lai.
Trong đơn xin gia nhập quân đội, Klơng viết: 
Em đã giết ba mươi bốn tên Mỹ-Diệm, phá được tám xe cơ giới. Nay em đã lớn, xin cấp trên cho em được làm giải phóng quân.
Ngày 17 tháng 9 năm 1967, Klơng được tuyên dương Anh hùng Lực lượng vũ trang nhân dân . Theo Bách khoa Toàn thư Việt Nam, ông đã tham gia chiến đấu 32 trận, diệt 124 địch (có 6 lính Mỹ), phá huỷ 7 xe quân sự. Theo nhận xét của đồng đội và cấp trên, ông là chiến sĩ trinh sát gan dạ, bắn giỏi đồng thời là một trong những người diệt nhiều địch nhất trên chiến trường Tây Nguyên.
Sau sự kiện 1975, Klơng vẫn là một sĩ quan Quân đội Nhân dân Việt Nam, tiếp tục công tác giữ vững an ninh vùng núi rừng Tây Nguyên (quân khu 5). Ông hy sinh ngày 28 tháng 8 năm 1975 khi mang cấp bậc thượng úy, tham mưu phó Tỉnh đội Gia Lai.

## Ghi công
Tên ông đã được đặt cho một trường trung học cơ sở ở xã Chư Ngọc, huyện Krông Pa (Gia Lai và một đường phố, một vườn hoa và công viên văn hoá huyện Chư Sê, Ngoài ra, một giải chạy việt dã do tỉnh Gia Lai tổ chức còn mang tên ông.